# Joachim von Bassewitz (Landrat)
Joachim von Bassewitz (* 1534 (1537); † 20. Februar 1610 in Medewege) war mecklenburgischer Landrat, Hofmeister, Klosterhauptmann von Dobbertin, Dompropst in Schwerin sowie Hofrat in Mecklenburg, Dänemark und Braunschweig-Lüneburg.

## Leben

### Familie
Joachim von Bassewitz entstammte der Mecklenburgischen Linie der alten Familie Bassewitz. Er wurde 1534 (1537) als zweiter Sohn von Joachim von Bassewitz und dessen Frau Magarethe von Bülow geboren. Er hatte noch vier Brüder.
Martini 1578 heiratete er die 18-jährige Margarete Anna von Bülow, die 1560 in Plüschow geborene Tochter des Christoph von Bülow und der Anna vam Lohe. Sie hatten sieben Kinder. Am 5. Januar 1595 wurde sie von einer schweren Krankheit ergriffen, nachdem sie am selben Tage bei einer Predigt in der Kirche gewesen war. Am 11. Januar 1595 verstarb sie im 35. Lebensjahr und wurde am 4. Februar 1595 in Lübow bestattet.
Am 17. April 1597 heiratete Joachim von Bassewitz Anna Ilse von Schmecker, die Witwe von Hans von Behr auf Hilgendorf. Sie hatten drei Söhne, darunter Karl Ulrich von Bassewitz. Anna starb 1621.

### Wirken
Joachim von Bassewitz studierte 1558 in Rostock, danach in Wittenberg und 1562 in Leipzig. 1567 machte er mit einem Verwandten eine Kavalierstour nach Italien.
Joachim war mit dem Dichter Mylius befreundet, der ihm im Dezember 1587 ein längeres Gedicht schickte, das vom gemeinsamen gelehrten und dichterischen Streben handelte, aber auch der Beschwerden des beginnenden Alters gedenkt. In Kleinow bei Ludwigslust schrieb Mylius 1592 vier Distichen gegen einen Zeitgenossen, der einige Verse von Joachim von Bassewitz verrissen hatte.
1576 war Joachim von Bassewitz Hofmeister der mecklenburgischen Prinzen Johann VII. (1558–1592) und Sigismund August (1561–1600), die er zur Universität Leipzig begleitete. Für deren Onkel und Vormund Herzog Ulrich nahm Joachim von Bassewitz im selben Jahr gemeinsam mit dem Licentiaten der Rechte Hubertus Sieben zu Poischendorff sowie den Notarien Herdingus Petri und Christoph Morder ein Inventarium aller fürstlichen „vestungen, heuser vnd embter“ auf und beeidigte alle dabei angestellten Verwalter und Diener. Seit 9. Februar 1577 war Joachim von Bassewitz Hofmeister bei Herzog Ulrich und Mecklenburgischer Landrat. 1588 wurde er von Herzog Ulrich zur Vermählung Herzog Johann Prinzessin mit Sophia von Holstein gesandt. 1594 wurde Joachim als Gesandter an den schottischen Königshof geschickt. 1595 war Joachim von Bassewitz Hofrat von Mecklenburg und Dänemark, er war zudem Hofrat von Braunschweig-Lüneburg. 1596 war Joachim von Bassewitz Gesandter von Herzog Ulrich von Mecklenburg beim Erzbistum in Bremen. 1597 forderte Herzog Ulrich seine Hofräte Joachim von Bassewitz und Claus von Below zur Übersendung ihres Berichtes von der schlesischen Reise auf. Im Spätsommer 1597 baten die Herzöge Ulrich und Sigismund August als Vormünder der Herzöge Johann Albrecht II. und Adolph Friedrich I. Tycho Brahe um eine Anleihe über 10.000 Taler. Am Tage Bartholomäi 24. August 1597 wurde nach weitläufigen Verhandlungen eine Hauptverschreibung mit zehn Bürgen ausgestellt, darunter Joachim von Bassewitz sowie seine Vettern Khöne Wolfrath von Bassewitz zu Maslow und David von Bassewitz zu Dalwitz. Joachim hatte in den Jahren schon allerlei versucht, ohne großen Erfolg zu haben. So  wurde Joachim von Bassewitz 1598 Dekan und 1599 von Herzog Ulrich zum Thumpropst Dompropst zu Schwerin ernannt.

### Besitzstand
Joachim von Bassewitz war Erbherr auf Levetzow und besaß zudem die Güter Thorstorf und Wendorf (später Schönhof). Am 12. Juli 1599 verkaufte ihm das Capitel des Klosters Dobbertin das Dorf Warkstorf für 3.200 Mark, das er für Levetzow nutzen wollte, unter der Bedingung, dass es Stiftslehen bliebe. Bei diversen Kaufverträgen, Grenzregulierungen und Streitigkeiten im Kloster Dobbertin trat Joachim von Bassewitz als Unterzeichner, Mitsiegler oder als Zeuge in den Urkunden auf.
Ab 1. Mai 1600 konnte Joachim von Bassewitz das Propsteigut Medewege übernehmen, samt 145 Stück Rindvieh, darunter 20 Milchkühe und einer Aussaat von 48 Drömpt 3 Scheffeln Winter- und Sommersaat. Er wurde im Namen des Domkapitels vom Senior Magnus Hübner und dem Domherren Kurd von Sperling vor Notar und Zeugen eingewiesen. Als besondere Vergünstigung erhielt er die ganze Fischerei auf dem Lankower See und von Herzog Ulrich die Fischerei auf dem Medeweger See.

### Klosterhauptmann und Dompropst
Nach dem Tode des Klosterhauptmanns Joachim von der Lühe am 9. Juni 1588 wurde Bassewitz auf Vorschlag der Domina Margarete von Pritzbuer mit dem Konvent und den Provisoren Johann von Cramon und Claus von Oldenburg auf dem Landtag 1588 zum neuen Klosterhauptmann für Dobbertin gewählt. Die Landesherrliche Bestätigung mit der Bestallungsurkunde stellte Herzog Ulrich am 2. November 1588 in Güstrow aus. Auch im Amtsgebiet des Klosters Dobbertin wurden im Mittelalter Hexenprozesse durchgeführt. Von 1594 bis 1682 sind bisher 25 Hexenprozesse, davon allein 14 in Dobbertin, bekannt. Während der Amtszeit des Klosterhauptmann Joachim von Bassewitz wurden von 1595 bis 1602 sechs Hexenprozesse unter seiner Leitung im Dobbertiner Klosteramtsgericht durchgeführt. Darunter waren für Margarete Kagen und für Lena Hovemann Todesurteile durch Verbrennung auf dem Scheiterhaufen wegen Hexerei und Zauberei und ein Todesurteil für Trine Bornesche durch Enthauptung wegen Teufelsbuhlschaft vollstreckt worden. Zur Urteilsfindung befragte das Klosteramtsgericht immer das Belehrungsinstitut, die Juristische Fakultät der Universität Rostock. Der Galgen des Dobbertiner Klosteramtsgericht Dat Gericht stand nördlich von Dobbertin weithin sichtbar auf einer Anhöhe, um so auch besser Räuber und Gesindel vom Klosterdorf fernzuhalten und ist heute noch als Flurstück Bei dem Gerichtsberg bekannt. 1599 gab es mit Ilsabe Nick und Ilsabe Springer heftige Auseinandersetzungen wegen Diebstahl und Hexerei.
Ein besonderer Fall war 1610 im Schweriner Domkapitel die Absetzung des Dompropstes Bassewitz wegen Unfähigkeit. Er hatte sich wohl in den Jahren mit Arbeit übernommen. Als Propst hatte er noch die Verwaltung seiner beiden Güter Warkstorf und Medewege, außerdem war er noch Besitzer von Levetzow bei Wismar, dazu herzoglich mecklenburgischer Rat und Klosterhauptmann in Dobbertin, wo er sich ständig aufhielt. Das Kapitel war mit ihm nicht zufrieden, hatte sich wegen des Kaufes von Warkstorf mit ihm entzweit und sprach in einer Kapitelversammlung seine Absetzung aus. Nach Berichterstattung billigte der Administrator Ulrich II. diesen Vorgang. Im Absetzungsschreiben des Domkapitels ist zu lesen, dass von Bassewitz zu alt und zu schwach für dieses Amt sei, und dass während seiner Präpositur die Kirche und Kapitel in Confusion, Schimpf, Schaden und Gefahr gesetzt worden. Da von Bassewitz nicht ohne Weiteres aus seinem Amt weichen wollte, wurden ausführlichere Gründe angegeben: er habe weder sich noch dem Kaptitel rathen und helfen können, die Kirche sei durch seine Schuld fast eingegengen, das Capitel sei in Verachtung gebracht, dessen Vermögen verringert ....
Nach seiner Absetzung hatte Joachim von Bassewitz auch die beiden Kirchengüter zurückzugeben, auch Warkstorf, das er mit Bewilligung des Administrators vom Kapitel gekauft, wofür er jedoch die Kaufsumme noch nicht bezahlt hatte. Ohne ordentliche Untersuchung befahl der Herzog Ulrich II. am 6. Februar 1610 seinem Sekretär Daniel Kuhhorn, dem Küchenmeister Johann Woker zu Warin und dem Notar Georg Brandt zu Bützow, den neuen Propst von Winterfeld in Warkstorf einzuweisen und alles, was da von dem Eigentum von Bassewitz gefunden würde, mit Beschlag zu belegen.  Von Bassewitz’ Brief an den Herzog Ulrich wurde von diesem mit einer Randnotiz beantwortet Es bleibt bei geschehener Antwort. Die Bassewitzschen Erben strengten wegen Warkstorf einen Prozess an, der noch den Dreißigjährigen Krieg überlebte und erst 1652 eingestellt wurde.
Joachim von Bassewitz starb wenige Wochen nach seiner Absetzung durch das Domkapitel am 20. Februar 1610 auf dem Propsteigut in Medewege bei Schwerin und wurde am 24. Februar 1610 auf dem Klosterfriedhof in Dobbertin bestattet. Er hinterließ eine Witwe Ilse, geb. von Schmecker mit vielen zum Teil unmündigen Kindern. Ohne das Gnadenjahr abzuwarten, sollte die Witwe auf Weisung des Domkapitels das Gut in Medewege bis zum 1. Mai 1610 in einem ordnungsgemäßen Zustand verlassen.
Kurze Zeit später zog auch hier der neue Dompropst von Winterfeld ein, der das Gut bewirtschaften ließ.

### Ungedruckte Quellen
Landeshauptarchiv Schwerin (LHAS)
- LHAS 1.5-4/3 Urkunden Kloster Dobbertin.
- LHAS 2.11-2/1 Auswärtige Beziehungen einschl. Reich. (Acta externa)
- LHAS 2.12-3/2 Klöster und Ritterorden. Dobbertin.
- LHAS 3.2-3/1 Landeskloster/Klosteramt Dobbertin.

Universitätsbibliothek Rostock
- Abt. Sondersammlungen, Leichenpredigten.

Universitätsarchiv Rostock
- Spruchakten (Hexenprozesse).

Stadtarchiv der Hansestadt Wismar
- Prozeßakten des Ratsgerichts 1518–1699. (Altes Gerichtsarchiv)

Stadtarchiv Ribnitz
- Bestand Kloster Ribnitz, D 59/2 Kloster Dobbertin.

### Gedruckte Quellen
Mecklenburgische Jahrbücher (MJB)